# غافين غريفين (لاعب بوكر)
غافين غريفين (بالإنجليزية: Gavin Griffin)‏ هو لاعب بوكر أمريكي، ولد في 28 أغسطس 1981 في دارين في الولايات المتحدة.